# Achnatherum
Achnatherum és un gènere de plantes de la família de les poàcies.

## Característiques
El gènere Achnatherum inclou plantes herbàcies. Antigament l'herba Achnatherum hymenoides era utilitzades per alguns pobles indígenes d'Amèrica del Nord com a aliment.
Segons algunes classificacions aquest gènere forma part del gènere Stipa i taxonòmicament la divisió entre els dos gèneres no està clara.

## Taxonomia
- Achnatherum acutum (Swallen) Valdés-Reyna i Barkworth
- Achnatherum altum (Swallen) Hoge i Barkworth
- Achnatherum argenteum (Lam.) P. Beauv.
- Achnatherum aridum (M.E. Jones) Barkworth
- Achnatherum avenoides (Honda) Y. L. Chang
- Achnatherum botschantzevii Tzvelev
- Achnatherum brachychaetum (Godron) Barkworth
- Achnatherum bracteatum (Swallen) Valdés-Reyna i Barkworth
- Achnatherum breviaristatum Keng i P. C. Kuo (1976)
- Achnatherum bromoides (L.)P. Beauv.
- Achnatherum capense (L.)P. Beauv.
- Achnatherum caragana (L.) Nevski
- Achnatherum caudatum (Trin.) S.W.L. Jacobs i J. Everett
- Achnatherum chinense (Hitchc.) Tzvelev
- Achnatherum chingii (Hitchc.) Keng.
  - Achnatherum chingii var. chingii
- Achnatherum clandestinum (Hark.) Barkworth
- Achnatherum conspicuum (G.Forst.) P.Beauv.
- Achnatherum constrictum (Hitchc.) Valdés-Reyna i Barkworth
- Achnatherum contractum B. L. Johson
- Achnatherum coreanum (Honda ex Nakai) Ohwi
- Achnatherum coronatum Thurb.
- Achnatherum curvifolium Swallen
- Achnatherum diegoense Swallen
- Achnatherum eminens (Cav.) Barkworth
- Achnaterum hallerii (Willd.) P. Beauv.
- Achnatherum hendersonii Vasey
- Achnatherum hymenoides (Roemer i J.A. Schultes) Barkworth
- Achnatherum latiglume (Swallen) Barlworth.
- Achnatherum lemmonii Vasey 
  - Achnatherum lemmonii var. lemmonii
  - Achnatherum lemmonii var. pubescensCrampton
- Achnatherum lettermanii Vasey
- Achnatherum lobatum (Swallen)
- Achnatherum mattheiu F. Rojas ex Remvoize
- Achnatherum miliaceum (L.) P. Beauv.
- Achnatherum nelsonii
- Achnatherum nevadense
- Achnatherum occidentale
  - Achnatherum occidentale ssp. californicum
  - Achnatherum occidentale ssp. occidentale
  - Achnatherum occidentale ssp. pubescens
- Achnatherum papposum
- Achnatherum parishii
  - Achnatherum parishii var. depauperatum
  - Achnatherum parishii var. parishii
- Achnatherum perplexum
- Achnatherum pinetorum
- Achnatherum richardsonii
- Achnatherum robustum
- Achnatherum scribneri
- Achnatherum speciosum
- Achnatherum splendens (Roshevits)Tzvelev
- Achnatherum stillmanii
- Achnatherum swallenii
- Achnatherum thurberianum
- Achnatherum Turcomanicum (Roshevits)Tzvelev
- Achnatherum webberi